# Bernard Tschumi
Bernard Tschumi (Losanna, 25 gennaio 1944) è un architetto svizzero con cittadinanza francese.

## Biografia
Nasce da una famiglia franco-svizzera, con il padre Jean Tschumi anch'egli architetto. Si forma a Parigi e al Politecnico federale di Zurigo dove si laurea nel 1969. Dal 1970 al 1975 insegna all'Architectural Association di Londra; nel 1976 insegna all'Institute for Architecture and Urban Studies a New York, dal 1976 al 1980 insegna all'Università di Princeton e dal 1981 al 1983 insegna al Cooper Union.
A partire dal 1981 inizia ad esercitare la libera professione e nel 1982 vince il concorso per il Parc de la Villette di Parigi, dove nel 1983 apre lo studio Bernard Tschumi Architects. Nel 1988 apre lo studio di New York, diventa editore di "D" (Columbia Documents of Architecture and Theory), e membro del Collège international de philosophie. Dal 1988 al 2003 è preside della Graduate School of Architecture, Planning and Preservation alla Columbia University di New York. Nel 1998 insegna alla Scuola di Architettura di Normandia e nel 2004 viene nominato Direttore Generale per l'Esposizione Internazionale a Dugny, in Francia. Nel 2015 riceve il Premio Piranesi Prix de Rome alla Carriera.
Vinse diversi concorsi (Parc de la Villette, Parigi, 1982; Studio Nazionale per l'Arte Contemporanea Le Fresnoy, Tourcoing, Francia, 1991; Scuola di Architettura, Marne-la-Valèe, Francia, 1994; Business Park, Chartres, Francia, 1995) e diversi premi tra cui l'Honor Award AIA New York, il Progressive Architecture Award per il Grand Prix National d'Architecture, Ministro francese della Cultura, 1996 e viene insignito della Legione d'Onore e dell'Ordre des Arts et Lettres.
Come Eisenman, era interessato a destabilizzare semplicistici assunti relativi al rapporto tra forma, funzione e significato, e i suoi risultati prendevano le distanze dall'idea di un contenuto più profondo, assumendo addirittura l'aspetto di caricature. Una terminologia di moda nel periodo, derivata dalla decostruzione filosofica. Il neoavanguardismo si dedicava al riciclo di immagini passate, ma raramente lottava per dar forma e ideali propri. La manipolazione del conosciuto fatta da lui, con il suo implicito manierismo, ricordava l'osservazione di Colin Rowe sull'ironica distanza del collage: "una tecnica per utilizzare le cose e, simultaneamente, non prestare loro fede".
La prima opera di Tschumi sul suolo italiano, il progetto del polo culturale "ANIMA", voluta dalla Cassa di Risparmio di Ascoli Piceno sarebbe dovuta sorgere nel comune marchigiano di Grottammare; tuttavia dopo numerosi iter burocratici il progetto è stato definitivamente abbandonato.

## Opere

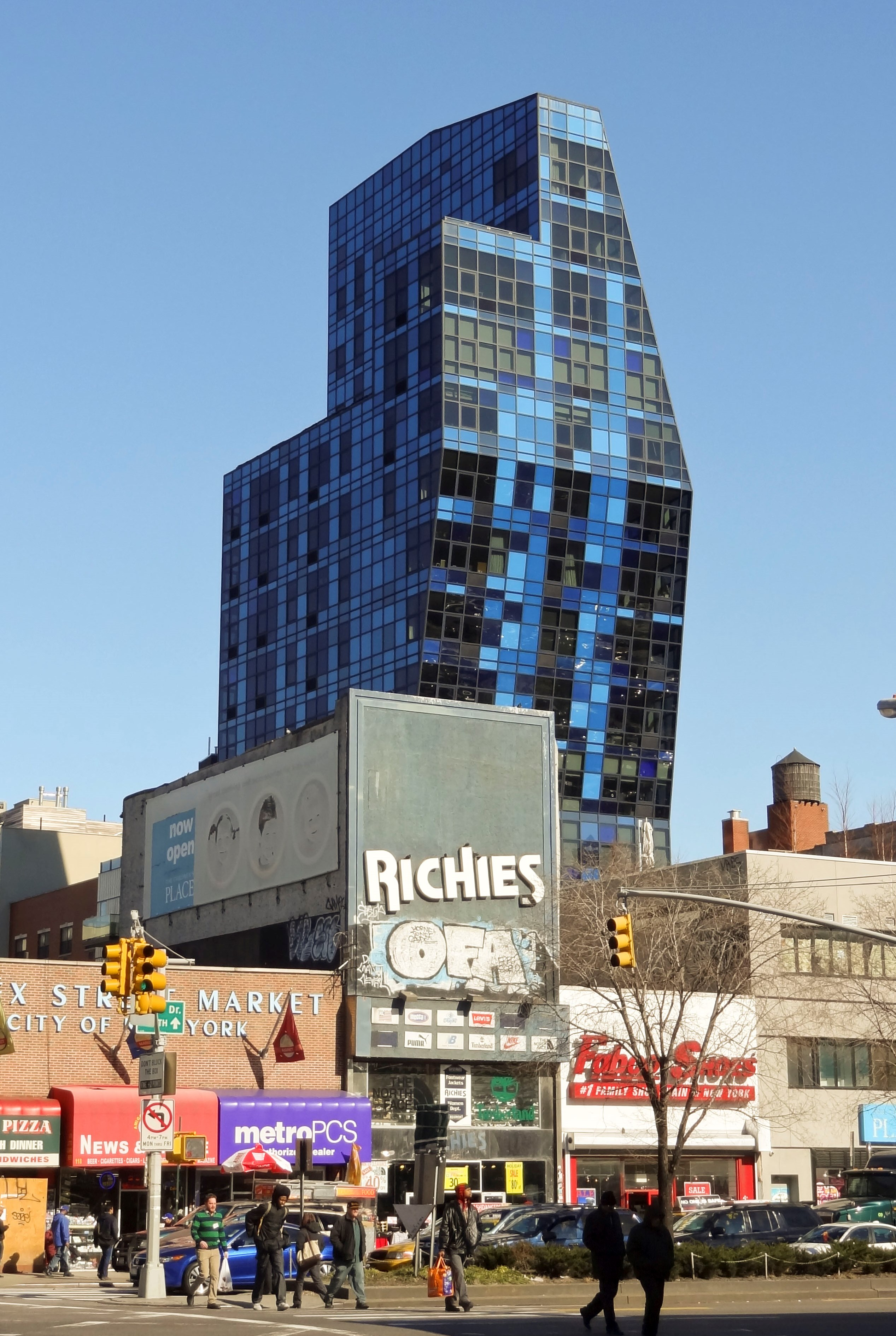
BLUE Residental Tower

- The Manhattan Transcripts di New York City-Manhattan, progetto (1981-82)
- Parc de la Villette, Concorso internazionale (1982-95)
- Interface Flon, Losanna (1988)
- Tunnel ferroviario di Rotterdam, Olanda (1988)
- ZKM - Center for Art and Media, Karlsruhe, progetto (1989)
- Kyoto Center, Giappone (1990)
- Glass Video Gallery, Groningen, Paesi Bassi (1990)
- Studio Nazionale per le Arti Contemporanee, Tourcoing, Francia (1991-97)
- Scuola di Architettura, Marne-la-Vallèe, Francia (1994-)
- Lerner Student Center, Columbia University, New York (1995-)
- Master Plan Renault, Parigi (1995)
- Franklin Furnace Gallery, New York (1995)
- Business Park, Chartres, Francia (1995)
- Parco delle Esposizioni e Zénith, Rouen, Francia (2000)
- Museo d'Arte Contemporanea di San Paolo del Brasile (2001)
- Sede manifattura Vacheron Constantin, Ginevra (2001)
- Museo delle Arti Africane, New York, USA (2001)
- Limôges Concert Hall, Francia (2003-06)
- BLUE Residental Tower, New York, USA (2004-07)
- Museo dell'acropoli di Atene, Grecia (2001-09)
- Centro Culturale, Bordeaux Cenon, Francia (2006-10)
- Atmosphere Park, Santiago (2010)
- Museo e Parco Archeologico di Alésia, Francia (2003-12)

## Parc de la Villette

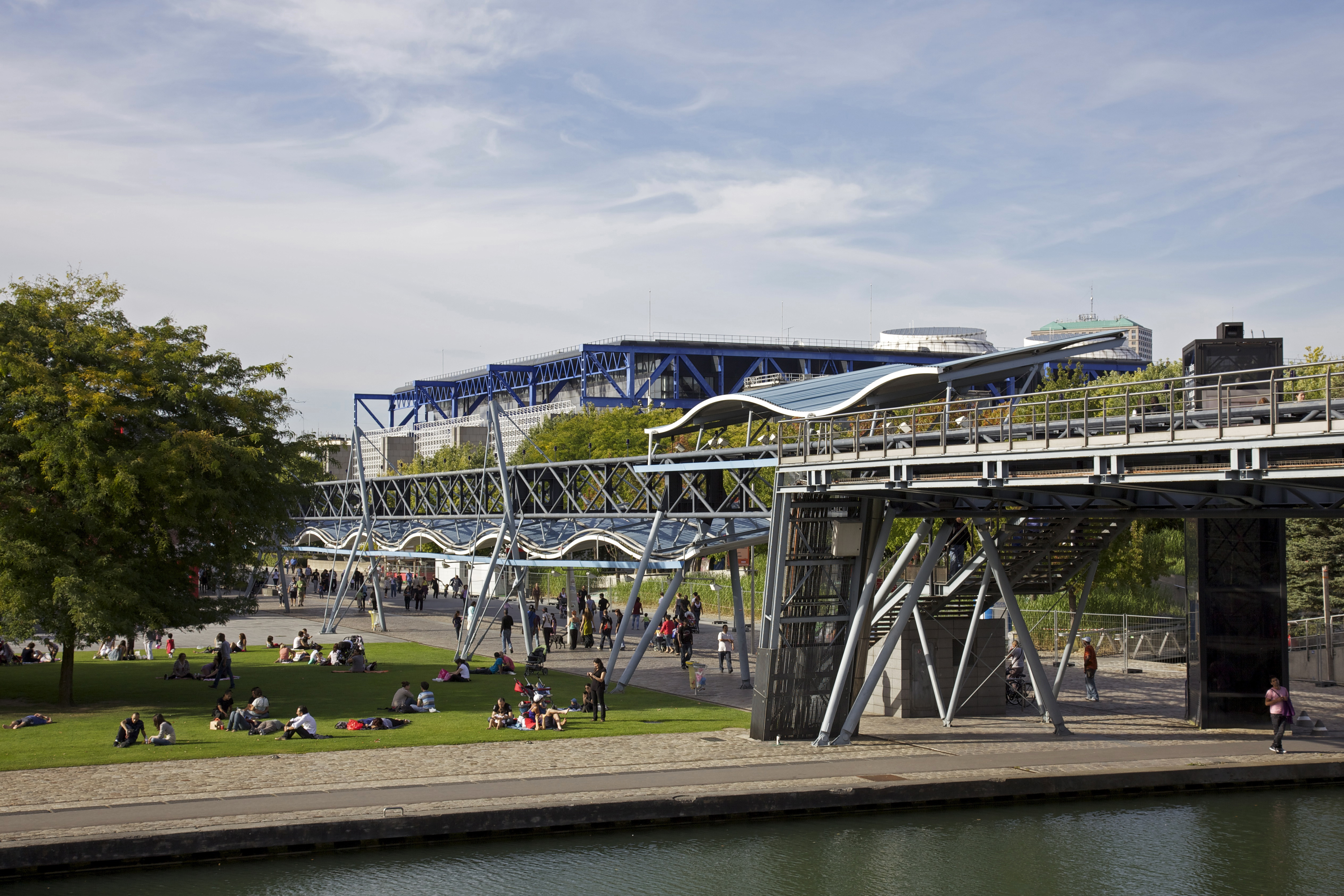
Parc de la Villette, Parigi

Vince il concorso per la realizzazione del parco che si configura come un "open plan", una variazione dello schema spaziale canonico moderno. Il nuovo parco è costituito dall'insieme di tre sistemi autonomi, ognuno con la propria logica, le proprie peculiarità e i propri limiti: il sistema puntuale (folies, programmi), il sistema lineare (movimenti) e il sistema superficiale (spazi aperti). La sovrapposizione dei differenti sistemi crea quindi una serie di tensioni, organizzate e controllate con attenzione, che intensificano il dinamismo del parco. La sua opera si oppone al sopravvalutato concetto della forma, tentando di riscrivere all'interno dell'architettura dei corpi nello spazio unitamente alle realtà sociali e politiche ad essi connesse. Il parco è realizzato mediante una griglia orizzontale e verticale, dove su ogni incrocio troviamo degli edifici in calcestruzzo rivestiti di lamiera rossa che ospitano bar e chioschi, definiti le folie caratterizzati da regole arbitrarie, così che uno era dotato di una rampa, un altro di una scala, un altro ancora di una grande ruota. Attorno si trovavano passaggi pedonali sospesi e tetti sinuosi. Era concepito come un nuovo tipo di paesaggio per il XXI secolo che rifiutava passate concezioni romantiche della natura.
Il Parc de la Villette si trova nella periferia di Parigi, insieme alla Cité des sciences et de l'industrie, il Gèode, la Grand Hall e la Citè de la Musique è una delle sfide urbanistiche degli anni ottanta, oggetto di pubblicazioni e dibattiti. Il Parc de la Villette fu uno dei numerosi schemi emersi alla metà degli anni ottanta che proiettavano concetti spaziali che si presumeva fossero in risonanza con "l'era dell'informazione" o con la "società postindustriale".